# Implikacija
V matematični logiki je implikacija dvočlena logična operacija med izjavami. Znak za implikacijo je {\displaystyle \Rightarrow } ali redkeje tudi {\displaystyle \rightarrow }. Implikacija {\displaystyle A\Rightarrow B} je pravilna, samo če je pravilen sklep, da iz A sledi B; torej če sta oba operanda pravilna ali pa če je prvi operand napačen (iz napačne predpostavke lahko sledi karkoli).
Implikacijo {\displaystyle A\Rightarrow B} lahko beremo na več načinov:
- Iz A sledi B.
- Če A, potem B.
- A je zadosten pogoj za B.
- B je potreben pogoj za A.

Prvi operand implikacije (A) pogosto imenujemo predpostavka, drugega (B) pa posledica.

## Pravilnostna tabela
| A | B | {\displaystyle A\Rightarrow B} |
| - | - | ------------------------------ |
| p | p | p                              |
| p | n | n                              |
| n | p | p                              |
| n | n | p                              |

Opomba: p - pravilno, resnično, n - nepravilno, neresnično
Z besedami: Če je prt rdeč (P), potem je obarvan (O). Če je resnično, da je prt rdeč, potem je resnično tudi to, da je obarvan. Izjava je kot celota  neresnična v primeru, ko resničnost prvega  (dejstvo, da je prt rdeč) sledi neresnično dejstvo, da ni obarvan. Implikacija velja za najpogostejšo obliko sklepanja, saj poleg logičnega sledenja lahko izraža vzročno in vsebinsko zvezo med dvema pojavoma.